# Smyril Line

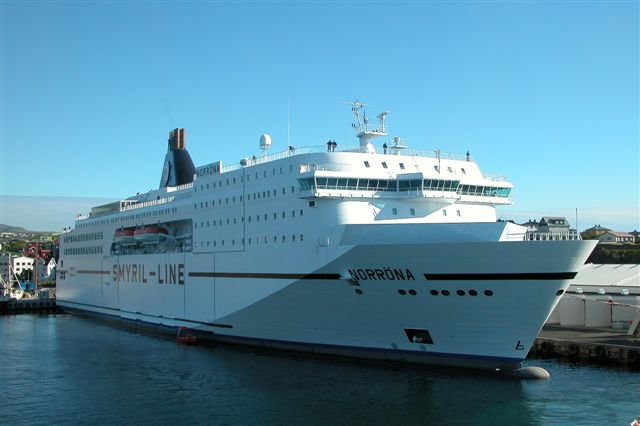
A Norröna komphajó

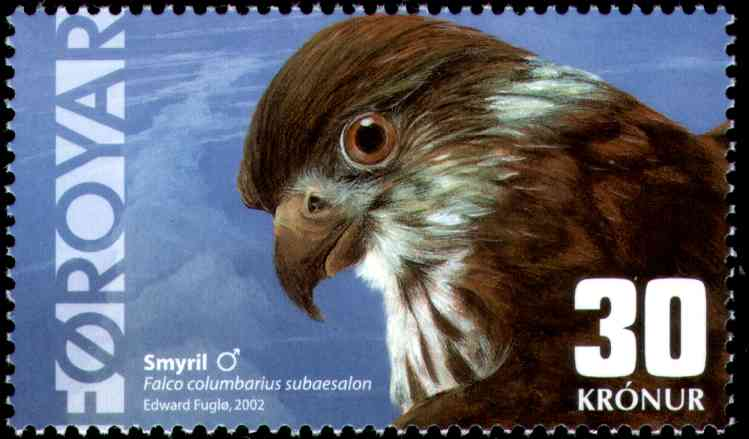
A társaság névadója, a kis sólyom

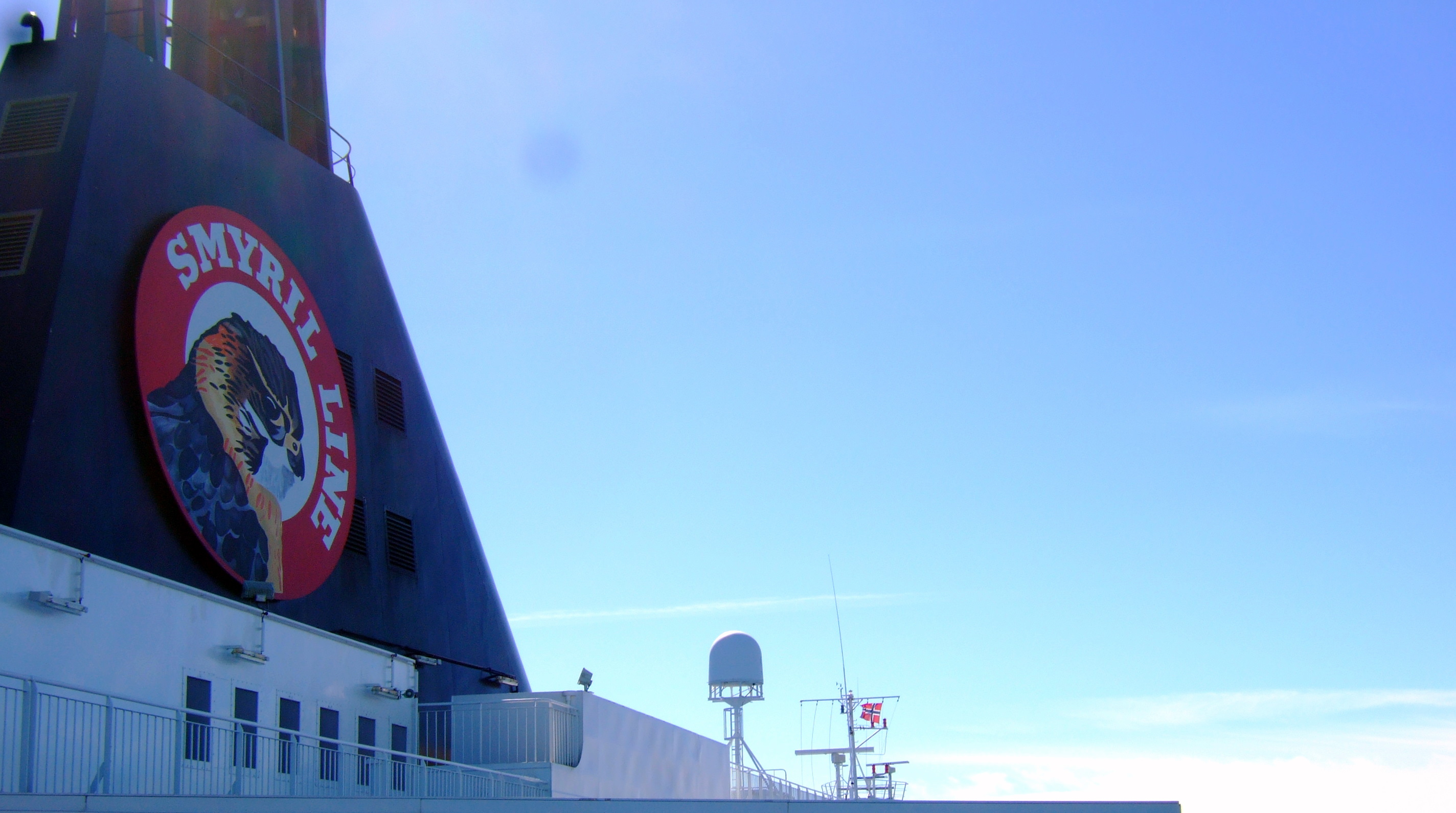
Norröna

A Smyril Line egy feröeri hajózási társaság, melynek járatai a szigeteket és Izlandot kötik össze Dániával. A Smyril név a kis sólyom feröeri elnevezése.
A társaság 1983 óta működtet személy-, autó- és teherkomp szolgáltatást egy nagy, modern, többcélú komphajó segítségével. Az eredeti hajó egy 1973-ban, Svédországban épített komp, a Norröna volt, eredeti nevén Gustav Wasa. Ezt váltotta fel 2003-ban a Lübeckben direkt erre a célra épített új hajó, amelyet szintén Norröna névre kereszteltek.
A hajó heti rendszerességgel érinti a következő kikötőket:
- Hanstholm vagy Esbjerg, Dánia
- Tórshavn, Feröer
- Seyðisfjörður, Izland[1]

2007 júniusa előtt a fentieken kívül a norvégiai Bergent és a Shetland-szigeteki Lerwicket is érintette, később Lerwick helyett a skóciai Scrabsterben kötött ki.

### Külső hivatkozások
- Hivatalos honlap (angol)